# Андрійшур
Андрійшу́р (рос. Андрейшур) — село (колишнє селище) в Балезінському районі Удмуртії, Росія.

## Населення
Населення — 693 особи (2010; 672 в 2002).
Національний склад станом на 2002 рік:
- удмурти — 85 %